# Provincielanden
De term provincielanden werd gebruikt als verzamelnaam voor het grondbezit van de Groninger kloosters dat na de Reductie van Groningen geseculariseerd was en in handen was van de provincie Stad en Lande (huidige provincie Groningen). Het grondbezit dat in handen was van de stad Groningen werd gezamenlijk aangeduid als de stadslanden.

## Het kloosterland
In het noorden van Nederland hadden kloosters tussen 1100 en 1600 een grote oppervlakte cultuurgrond onder hun hoede. De kloosters hadden dit bezit verkregen door ontginningen, landaanwinning, schenkingen en koop. In 1595 was 22% van de cultuurgrond in de Groningen in handen van 24 kloosters (zie ook Kloosterkaart Groningen). Het cisterciënzerklooster Aduard (Klooster van Aduard) was de grootste grondbezitter onder de abdijen. Het bezat ongeveer 5500 ha. Het bezit van het benedictijnerklooster Bloemhof van Wittewierum (Klooster Bloemhof) was ongeveer 2050 ha.

## Provincie vaste goederen
In 1595 werden de kloostergoederen geseculariseerd. Een speciale commissie deed in dat jaar een ‘Finale Uitspraak’, waarbij werd bepaald dat de kloostergoederen ter beschikking van de provincie zouden komen. De opbrengsten moesten worden gebruikt voor het onderhoud van de scholen en de opvoeding van de jeugd (Schroor, 1996). Ondanks meningsverschillen over deze beslissing tussen de stad Groningen en de Ommelanden, bracht men het beheer van de kloostergoederen onder bij rentmeesters. Vanaf 1607 stelde men één rentmeester aan voor de ‘Provincie vaste goederen’.
In het begin van de 17e eeuw werd een deel van de verkregen kloosterlanderijen afgestaan aan de stad Groningen en aan de Ommelanden. Uit de inkomsten van deze landerijen betaalde men de aanleg van vestingwerken of zeeweringen. Verder verkocht de provincie ook de met de voormalige kloosterbezittingen verbonden zijl- en dijkrechten (zie Zijlvest en ook Dijkrecht). De rijke Groninger jonkers wisten het merendeel van deze rechten te verwerven, waardoor ze hun machtspositie konden versterken.
In het begin van de 18e eeuw behoorde nog steeds 95% van het oorspronkelijke kloosterbezit (uitgezonderd de veenderijen) tot de provincielanden. In de tweede helft van de 18e eeuw werden bijna alle provincielanden verkocht. Door middel van deze verkoop probeerde men de slechte toestand van de provinciale financiën te verbeteren. Vrijwel alle verkochte grond lag onder beklemrecht, waardoor wel de eigendom in andere handen kwam, maar de beklemde meiers dezelfde bleven.

## Atlas
In 1721 werd Thomas van Seeratt (1676-1736) benoemd tot rentmeester der provincie vaste goederen. Hij reorganiseerde de provinciale administratie en hij maakte een begin met de kartering van het provinciebezit. Het resultaat was de Atlas der Provincielanden. De landmeters Hindrik Warner Folckers (1699-1730) en Henricus Teysinga (1706-1756) hebben het overgrote deel van de kaarten vervaardigd. Deze atlas is in 1996 opnieuw uitgegeven door Meindert Schroor. De oorspronkelijke atlas bevatte 128 losse kaartbladen. De tekenaars gebruikten kleur en bovendien vinden we op deze kaarten driedimensionale afbeeldingen van boerderijen en huizen.